# Gabou Goura
Gabou Goura (auch: Gabagoura, Gabougoura) ist ein Dorf im Arrondissement Niamey I der Stadt Niamey in Niger.

## Geographie

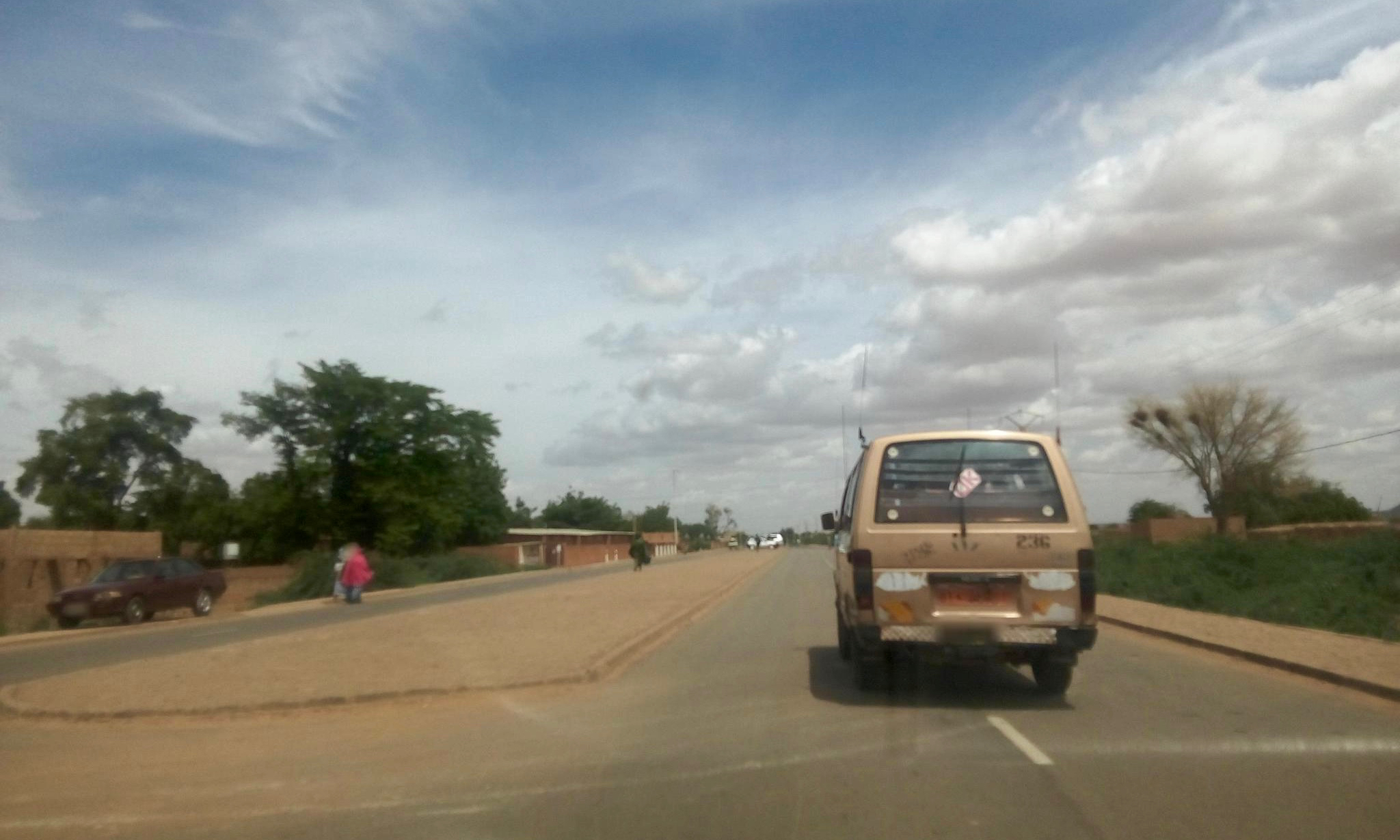
Hauptstraße in Gabou Goura (2018)

Das von einem traditionellen Ortsvorsteher (chef traditionnel) geleitete Dorf befindet sich am Fluss Niger im Westen des ländlichen Gebiets von Niamey I. Zu den umliegenden Siedlungen zählen das Dorf Tondibiah im Nordwesten und das Dorf Kossèye im Südosten.

## Geschichte
Im Dorf, das unweit des Militärlagers Tondibiah gelegen ist, wurden Sozialwohnungen des Verteidigungsministeriums errichtet. Die ersten 53 Wohnungen wurden 2012 fertiggestellt. Im Jahr 2015 eröffnete der damalige Verteidigungsminister Mahamadou Karidio die nach ihm benannte Cité Karidio Mahamadou, einen Komplex aus 200 weiteren Sozialwohnungen. Bei Überschwemmungen im August 2017 wurden in Gabou Goura 239 Lehmziegelhäuser zerstört.

## Bevölkerung
Bei der Volkszählung 2012 hatte Gabou Goura 2402 Einwohner, die in 384 Haushalten lebten. Bei der Volkszählung 2001 betrug die Einwohnerzahl 1551 in 198 Haushalten und bei der Volkszählung 1988 belief sich die Einwohnerzahl auf 1200 in 166 Haushalten.

## Wirtschaft und Infrastruktur
Die öffentliche Grundschule Ecole primaire de Gabou Goura wurde 1974 gegründet. Diese war in den 1970er Jahren an einem groß angelegten Schulfernsehen-Projekt beteiligt, aus dem das erste nationale Fernsehprogramm der staatlichen Rundfunkanstalt ORTN hervorging. In Gabou Goura befindet sich ein Stützpunkt des staatlichen agronomischen Forschungsinstituts Institut National de Recherches Agronomiques du Niger (INRAN). Frauen aus dem Dorf betreiben Bewässerungsfeldwirtschaft.